# Seo Yi-ra
Seo Yi-ra (* 31. Oktober 1992 in Seoul) ist ein südkoreanischer Shorttracker.

## Werdegang
Seo trat international erstmals im Februar 2011 bei den Juniorenweltmeisterschaften in Courmayeur in Erscheinung. Dort gewann er über 1000 m die Silbermedaille und über 1500 m, im Mehrkampf und im 1500-m-Superfinale jeweils die Goldmedaille. Im Weltcup debütierte er im Dezember 2011 in Nagoya und belegte dabei den sechsten Platz über 500 m und den dritten Rang über 1000 m. Zu Beginn der Saison 2014/15 holte er in Salt Lake City über 1000 m seinen ersten Weltcupsieg. Im weiteren Saisonverlauf siegte er im Weltcup zweimal mit der Staffel und einmal 500 m. Seine besten Ergebnisse bei den Weltmeisterschaften 2015 in Moskau waren der fünfte Platz über 1000 m und der vierte Platz mit der Staffel. Bei der Winter-Universiade 2015 in Granada holte er die Silbermedaille über 1000 m und die Goldmedaille über 500 m. In der Saison 2015/16 belegte er beim Weltcup in Toronto über 1000 m und mit der Staffel jeweils den zweiten Platz und holte in Dresden über 1500 m seinen fünften Weltcupsieg. Beim Saisonhöhepunkt den Weltmeisterschaften 2016 in Seoul gewann er die Bronzemedaille mit der Staffel. Zudem wurde er Neunter über 1500 m, Achter im Mehrkampf und jeweils Vierter über 500 m, über 1000 m und über 3000 m. Die Saison beendete er auf dem achten Platz im Gesamtweltcup über 1000 m und auf dem siebten Rang im Gesamtweltcup über 1500 m. Im Dezember 2016 wurde er beim Weltcup in Shanghai Dritter mit der Staffel. Bei den Weltmeisterschaften 2017 in Rotterdam holte er über 500 und 1500 m jeweils die Bronzemedaille, über 3000 m die Silbermedaille und über 1000 m und im Mehrkampf jeweils die Goldmedaille. Im Februar 2017 gewann er bei den Winter-Asienspielen in Sapporo über 500 m und mit der Staffel jeweils die Silbermedaille und über 1000 m die Goldmedaille. In der Weltcupsaison 2017/18 errang er in Dordrecht den dritten Platz über 1000 m und in Shanghai jeweils den zweiten Platz über 500 m und mit der Staffel. In Seoul siegte er mit der Staffel und erreichte abschließend den siebten Platz im Weltcup über 1500 m und den sechsten Rang im Weltcup über 500 m. Beim Saisonhöhepunkt, den Olympischen Winterspielen 2018 in Pyeongchang, gewann er die Bronzemedaille über 1000 m und errang zudem den vierten Platz mit der Staffel. Bei den Weltmeisterschaften 2018 in Montreal holte er die Goldmedaille mit der Staffel. Im Mehrkampf lief er dort auf den 13. Platz.

## Weltcupsiege
| Nr. | Datum             | Ort            | Disziplin |
| --- | ----------------- | -------------- | --------- |
| 1.  | 9. November 2014  | Salt Lake City | 1000 m    |
| 2.  | 21. Dezember 2014 | Seoul          | 500 m     |
| 3.  | 7. Februar 2016   | Dresden        | 1500 m    |
| 4   | 17. Februar 2024  | Danzig         | 500 m     |

| Nr. | Datum             | Ort        |
| --- | ----------------- | ---------- |
| 1.  | 16. November 2014 | Montreal 1 |
| 2.  | 14. Dezember 2014 | Shanghai 2 |
| 3.  | 19. November 2017 | Seoul 3    |

## Persönliche Bestzeiten
- 500 m      40,262 s (aufgestellt am 11. November 2017 in Shanghai)
- 1000 m    1:23,250 min (aufgestellt am 6. Februar 2016 in Dresden)
- 1500 m    2:11,126 min (aufgestellt am 10. Februar 2018 in Gangneung)
- 3000 m    4:47,594 min (aufgestellt am 12. März 2017 in Rotterdam)